# Седерстрем (Стокгольм)
Седерстрем — річка у центрі Стокгольма, що з'єднує озеро Меларен з Балтійським морем. 

Пролягає на південь від Гамла-Стану від Ріддарфіардена до Стокгольм-стрема (західна частина Сельтшена). Це один з двох природних водних шляхів між Мелареном і Балтійським морем, інший — Норрстрем на північ від Гамла-Стану.
Річка замикається Карлом Йогансслюссеном (шлюзом Карла Йогана), і більшу частину часу є затокою Меларен. 

Територія навколо шлюзу відома як Слюссен, і починаючи з 2016 року вона зазнає серйозної ревіталізації. 

Канал старішого шлюзу, відомого як шлюз Нільса Еріксона, досі існує на північ від Карла Йогансслюссена. 
Цей шлюз прихований за сходами, що ведуть до площі Карла Йоганса, але він все ще дозволяє скидати воду з Меларена в Балтійське море. 
Канал цього старішого шлюзу планується переобладнати на рибопропускні споруди, оскільки оновлена зона включатиме два набагато більших вивідних канали по обидва боки від нового шлюзу. 